# Джонстон, Сэм
Сэ́мюэл Люк Джо́нстон (англ. Samuel Luke Johnstone; родился 25 марта 1993 года в Престоне, Ланкашир), более известный как Сэм Джонстон — английский футболист, вратарь клуба Премьер-лиги «Вулверхэмптон Уондерерс» и сборной Англии. Воспитанник футбольной Академии «Манчестер Юнайтед».

## Клубная карьера
Джонстон начал карьеру в футбольной Академии «Манчестер Юнайтед». В сезоне 2010/11 был основным вратарём юношеского состава клуба. 26 июля 2011 года перешёл в клуб «Олдем Атлетик» на правах аренды. За «Олдем» провёл два товарищеских матча в предсезонном турне команды, после чего вернулся на «Олд Траффорд». 9 сентября 2011 года перешёл в клуб «Сканторп Юнайтед» на правах аренды. Уже на следующий день он дебютировал за клуб в матче против «Шеффилд Юнайтед», который завершился вничью со счётом 1:1. После завершения аренды в «Сканторпе» Джонстон вернулся в «Манчестер Юнайтед», сыграв в финале плей-офф резервной Премьер-лиги против «Астон Виллы», при этом в серии послематчевых пенальти сделав решающий сейв, благодаря чему «Юнайтед» выиграл чемпионский титул среди резервных команд.
3 июля 2018 года перешёл в «Вест Бромвич Альбион», подписав с клубом четырёхлетний контракт. Сумма трансфера составила 6,5 млн фунтов.
В июле 2022 года стал игроком клуба «Кристал Пэлас».

## Карьера в сборной
Выступал за сборные Англии до 16, до 17 и до 19 лет. В сентябре 2010 дебютировал за сборную Англии до 19 лет в матче против сборной Словакии.
В 2010 году выиграл чемпионат Европы для юношей до 17 лет, на котором он был основным вратарём команды.
В 2013 году принял участие в молодёжном чемпионате мира для игроков до 20 лет.
18 марта 2021 года впервые получил вызов в сборную Англии главным тренером Гаретом Саутгейтом для участия в матчах отборочного турнира к чемпионату мира 2022 года против сборных Сан-Марино (25 марта 2021), Албании (28 марта 2021) и Польши (31 марта 2021).

## Достижения
Сборная Англии (до 17 лет)
- Победитель чемпионата Европы для юношей до 17 лет: 2010

Сборная Англии
- Серебряный призёр Чемпионата Европы: 2020

«Манчестер Юнайтед»
- Обладатель Молодёжного кубка Англии: 2010/11